# MV Agusta
MV Agusta, раніше Meccanica Verghera Agusta — італійська компанія, виробник мотоциклів. Заснована 12 лютого 1945 року неподалік від Мілана, Італія. Компанія починала свою діяльність як підрозділ авіаційної компанії «Agusta», заснованої графом Джованні Агуста у 1923 році. Граф помер в 1927 році, залишивши компанію в руках дружини і чотирьох синів: Доменіко, Вінченцо, Маріо і Коррадо. «MV Agusta» заснували Вінченцо та Доменіко формується в кінці Другої світової війни з метою зберегти робочі місця співробітників материнської компанії «Agusta», а також для задоволення післявоєнного попиту на дешеві ефективні засоби транспортування. Акронім MV виник від Meccanica (механіка) Verghera (населений пункт, де були зроблені перші мотоцикли підприємства).
Спершу компанія виготовляла малолітражні мотоцикли в стилі cafe racer з об'ємом двигуна від 125 до 150 см³. У 1960-х продажі невеликих мотоциклів знизилися, тому «MV Agusta» почала виробляти великі байки меншими партіями.

## Історія

### Від авіації до мотоциклів
Назва «Agusta» вперше набула популярності на початку ХХ століття і була пов'язана з піонером італійський авіаційної промисловості молодим графом Джованні Агуста. Родом з Сицилії, проживаючи в Ломбардії, він заснував у 1907 році компанію у Самарате. Вироблені підприємством літаки злетіли під час Першої світової війни, коли граф записався волонтером у Мальпенський повітряний батальйон (англ. Malpensa Air Battalion).
Коли Джованні помер в 1927 році, компанія перейшла в руки його вдови Джузепіни і сина Доменіко. Борючись з кризою в секторі аеробудування, вони змушені були диверсифікувати виробництво, щоб уникнути банкрутства. Було прийнято рішення перейти від виробництва літаків до мотоциклів, у відповідь на зростаючий у Італії попит на засоби моторизованої індивідуальної мобільності. Перше, що вони зробили, стала розробка нового двигуна, який би був недорогим у виробництві. Ним став двотактний двигун з робочим об'ємом 98 см³.
На жаль, розробка двигуна була перервана Другою світовою війною, а у 1943 Самарате була окупована німецькими військами. Окупація тривала до кінця війни, коли Доменіко Агуста заснував Meccanica Verghera, щоб завершити свій новий мотоциклетний проект.

### Перші мотоцикли
Восени 1945 перший MV Agusta був представлений публіці. Спочатку він був названий «Vespa 98», але згодом з'ясувалось, що така назва вже була зареєстрована. Тому він став називатись просто «98» (за кількістю кубічних сантиметрів робочого об'єму двигуна) і був доступний у версіях «Турінг» та «Економічний». Вільний продаж моделі розпочався у 1946 році, тоді ж MV Agusta стала офіційно виступати у гонках на витривалість. Першої перемоги довго чекати не довелось: у першому сезоні Вінченцо Ненчіоні (італ. Vincenzo Nencioni) виграв гонку у Ла Спеція, а потім ще раз у Монці, де весь подіум був зайнятий гонщиками MV Agusta (Вінченцо Ненчіоні, Маріо Корналеа і Маріо Палеарі).
Модель MV Agusta 98 Turismo випускалась до 1948 року і загалом було випущено приблизно 1700 екземплярів. Він продавався за ціною 130 000 лір (або 89,56 $).
На хвилі перших успіхів була випущена версія 98 «Спорт». Вона відрізнялася від попередніх моделей телескопічною вилкою, новою коротшою на 5 см рамою та більш спортивною їздою. Зміни в конструкції двигуна збільшили його потужність майже до 5 к.с.: рекордної у той час для такого об'єму.
У 1947 році MV Agusta на Міланському торгово-промисловому ярмарку була представлена низкою нових моделей. Окрім версії 98 «Luxury», з'явились мотоцикли з двоциліндровим двотактним двигуном 125cc та одноциліндровим чотиритактним 250сс.
Наступного року категорія 125cc була введена у чемпіонаті Італії з шосейно-кільцевих мотоперегонів, що спонукало MV Agusta до випуску мотоциклу «125» з трьома передачами. У 1949 році моделі «98» і «125» були замінені новою «125 TEL»; тоді ж став доступний перший скутер 125 типу «B».

### Бум 50-х

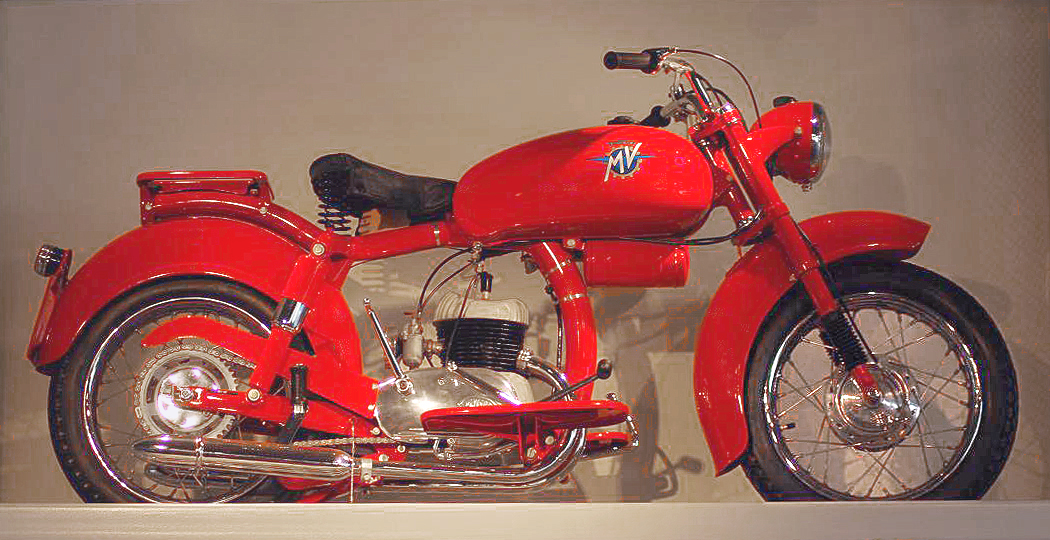
MV Agusta «125 Pullman», 1956 рік

На початку п'ятдесятих років гонки на мотоциклах набули популярності. Завдяки розвитку технологій MV Agusta стала гоночною легендою. Успіхи в гонках принесли підприємтсву збільшення продажів його універсальних та економічних моделей, які чудово відповіли вимогам ринку. Але були і мотоцикли, що походили з гонок, такі як спортивний «125 Motore Lungo», названий на честь подовжених картерів запалювальних магнітів — самий потужний спортбайк того часу.
1953 був знаковим для MV Agusta: компанія досягла позначки у 20 000 вироблених мотоциклів, не в останню чергу завдяки впровадженню унікальної моделі «125 Pullman». Крім того, у Іспанії був відкритий перший закордонний завод марки.
Водночас, на гоночному фронті Міжнародна мотоциклетна федерація знову відкрила доступ у змагання  для серійних мотоциклів. Для нового чемпіонату MV Agusta представила байк 125 SOHC з 124-кубовим двигуном. Наступного, 1954 року, відбувся дебют моделі «175 Twin-Cam», яка отримала прізвисько «літаюча тарілка» через дископодібну форми паливного бака. Ця модель пропонувала більше, ніж просто привабливий зовнішній вигляд — вона дозволяла її гонщику здобувати перемоги. У другій половині п'ятдесятих років ринок мотоциклів був все ще на підйомі, хоча почали з'являтися перші ознаки кризи, яка пізніше змусила багатьох виробників скоротити інвестиції в гонки і прикладні дослідження.
Але MV Agusta пішла проти цього тренду, придбавши у «Bell Helicopter» виробничі ліцензії, які дозволили впровадити нові технології у виробництві мотоциклів. Серед багатьох нововведень були розробка ряду прототипів прогресивних гідравлічних передач, двотактні системи вприскування палива двигунів, а також побудова дослідних мотоциклів, таких як шестициліндровий чотиритактний 500.
MV Agusta виділялася від інших виробників мотоциклів навіть у найбільш економічній ніші. Замість адаптації свого потенціалу до стандартів, встановлених у класі, компанія надала перевагу до впровадження своєї філософії клієнтам. Відповідно до цієї політики, в 1956 році була представлена модель «83», здатна перевозити двох чоловік з ідеальним комфортом при достатній швидкості з обмеженим споживанням палива. У 1959 році у промислове виробництво була запущена нова система змащення, яка дозволила двигунам MV Agusta досягти досі невідомих стандартів надійності: гарантія на двигуни була продовжена до 100 000 км. Покоління мотоциклів, побудованих з цим двигуном отримали прізвисько «сто тисяч».

### Від 60-х до 80-х

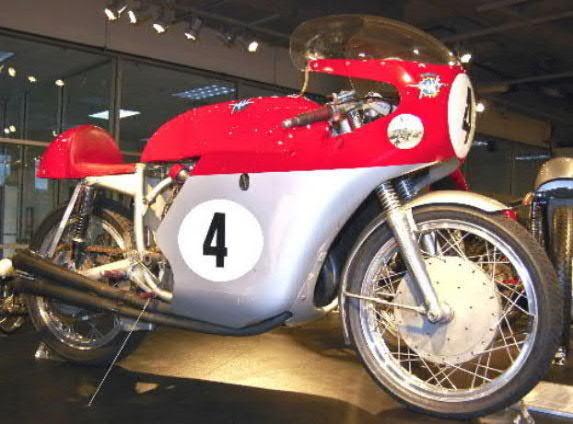
MV Agusta 500 4C GP Майка Хейлвуда, 1964 рік

Шістдесяті роки ознаменовані зростанням популярності сімейного автомобіля, тоді як ринок мотоциклів сповільнився. MV Agusta відреагувала на ці зміни споживчих витрат у справжньому підприємницькому стилі, пропонуючи ринку нові моделі, щоб залучити все більше любителів мотоциклів.
Однією з науспішніших моделей компанії, яка увійшла до історії, був мотоцикл з чотирициліндровим двигуном об'ємом 600 см³ — перший максі мотоцикл такого типу на ринку. Двигун, що походив від легендарного гоночного мотоцикла 500 GP Майка «Байка» Хейлвуда, поступово переріс у високо продуктивний «750 Sport America», здатний розвивати швидкість 220 км/год.
У тому ж році була випущена модель «125 Disco», названа на честь обертального розподільного диску двотактного двигуна.
Кінець шістдесятих років ознаменувався початком епохи Агостіні, з три- і чотири-циліндровими моделями 350 і 500, які були популярними з 1967 по 1973 роки. Ці дві моделі випускалися спочатку з три-циліндровими двигунами, а згодом — з чотирициліндровими. Вони були призначені для того, щоб дати відсіч японським двотактним двигунам.
Після смерті графа Доменіко на початку сімдесятих компанія зіткнулася з низкою економічних труднощів. Цей період характеризувався протистоянням між двома протилежними тенденціями в адміністрації компанії: одна була спрямована на продовження інвестицій в гонки, інша — на їх скорочення з метою збалансування витрат. В результаті, було обране серединне рішення, що призвело до обмеження розвитку гоночної команди і скорочення числа пропонованих моделей всього до двох: 350 і 750. Менша пропонувалася в трьох варіаціях: «Scrambler», «GTEL» і «SEL», тоді як більша була доступною у двох — «Sport» та «Gran Turismo».
У MotoGP MV Agusta доводилося стримувати натиск з боку двотактних мотоциклів Yamaha та Suzuki в особі Ярно Саарінена та Баррі Шина. У сезоні сезоні 1974 Філ Рід виграв останній чемпіонат для MV Agusta у чемпіонаті, 1975-у він виграв ще два Гран-Прі, а Джакомо Агостіні, який повернувся у команду після перебування у складі Yamaha 29 серпня 1976 року на трасі Нюрбургринг здобув останню перемогу для MV Agusta у чемпіонаті. Ера чотириткатних мотоциклів у MotoGP закінчилася.
Нестійке економічне становище компанії змусили керівництво MV Agusta шукати нового фінансового партнера. Вони знайшли його в особі фінансового гіганта EFIM (Ente Partecipazioni e Finanziamento Industria Manifatturiera), проте він зажадав, щоб компанія залишила сектор виробництва мотоциклів для отримання фінансування. Важке рішення відмовитися від мотоциклів призвело до відмови від нового покоління великих дво-камерних 16-клапанних двигунів (об'ємом 750 і 850 см³), які повинні були бути представленими на мотоциклетній торговій ярмарці у Мілані в 1977 році. MV Agusta вже зарезервувала свою позицію на ярмарку, але не з'явилася, хоча продовжувала продавати мотоцикли до 1980 року.
Назва MV Agusta повернувся в новини у липні 1986 року, коли преса опублікувала оголошення про продаж гоночних мотоциклів, прототипів, деталей та двигунів від легендарного гоночного підрозділу компанії.
Новина підняли такий галас, що провідні журналісти зажадали втручання уряду, щоб захистити цю частину культурної спадщини країни. Але, на жаль велика історична і технічна цінність цих непереможних гоночних машин не була достатньою, щоб привернути інтерес Міністерства промисловості та державних підприємств, тому багато мотоциклів і деталей вирушив до італо-американця Роберто Іануччі (англ. Roberto Iannucci) за приблизно 1,5 млрд.лір (близько 750 тисяч євро).

### Відновлення MV Agusta
MV Agusta повернувся в новини навесні 1992 року завдяки несподіваному оголошенню від прес-служби Cagiva Motor's. Офіційно було оголошено, що право власності на товарний знак MV Agusta переходить до групи Кастільйоні (італ. Castiglioni) після тривалих переговорів з низкою зацікавлених сторін у фінансовій та промисловій сферах. Це було виключно право власності на товарний знак, який був предметом переговорів.
Купівля легендарної торгової марки динамічним і прибутковим підприємством мотоциклетної промисловості давала надію на відродження MV Agusta. Сім'я Кастільйоні вже до цього демонструвала свої організаторські навички, створивши «Cagiva» з попелу славного «Aermacchi/AMF»; кілька років потому Cagiva врятували «Ducati» з відчайдушного положення, в якому вона опинилася, ставши жертвою стратегії державного фінансування. І, нарешті, вони перевели виробництво «Husqvarna» зі Швеції у Шіранну (італ. Schiranna), район Варезе, запропонувавши найширший спектр мотоциклів в Європі. Але в той час, як з іншими торговими марками «Cagiva» набувала технічне оснащення та виробничі площі, коли вони прийшли до «MV Agusta», то отримали лише минулу славу.
Інженери Cagiva Motor прагнули з чистого листа створити мотоцикл MV Agusta, враховуючи славне минуле марки: він повинен був мати 3 або 4-циліндровий рядний двигун. Ця конфігурація була повністю відсутня в європейських мотоциклів, тому Клаудіо Кастільйоні опинився перед вибором: або купувати японський двигун, або створити повністю новий. Він вибрав другий варіант і почав з проекту, розробленого Ferrari, названого F4 — ця серія випускається досі. У конструкції двигуна були застосовані ексклюзивні рішення, такі як радіальне розташування клапанів (зіркоподібний двигун) та зйомка коробка передач — перше рішення успадковане від мульти-циліндрових двигунів Ferrari , а друге від гран-прійних мотоциклів Cagiva GP. Промислове виробництво нового двигуна збіглося в часі з роботою над дизайном мотоцикла, яку проводив великий майстер Массімо Тамбуріні, на той час директор CRC (дослідний центр Cagiva). Дизайнер уже мав багаторічний досвід «одягання» цього типу двигуна, накопичений за роки його роботи у «Bimota» (компанії, заснованої ним разом з Бьянкі та Морі).

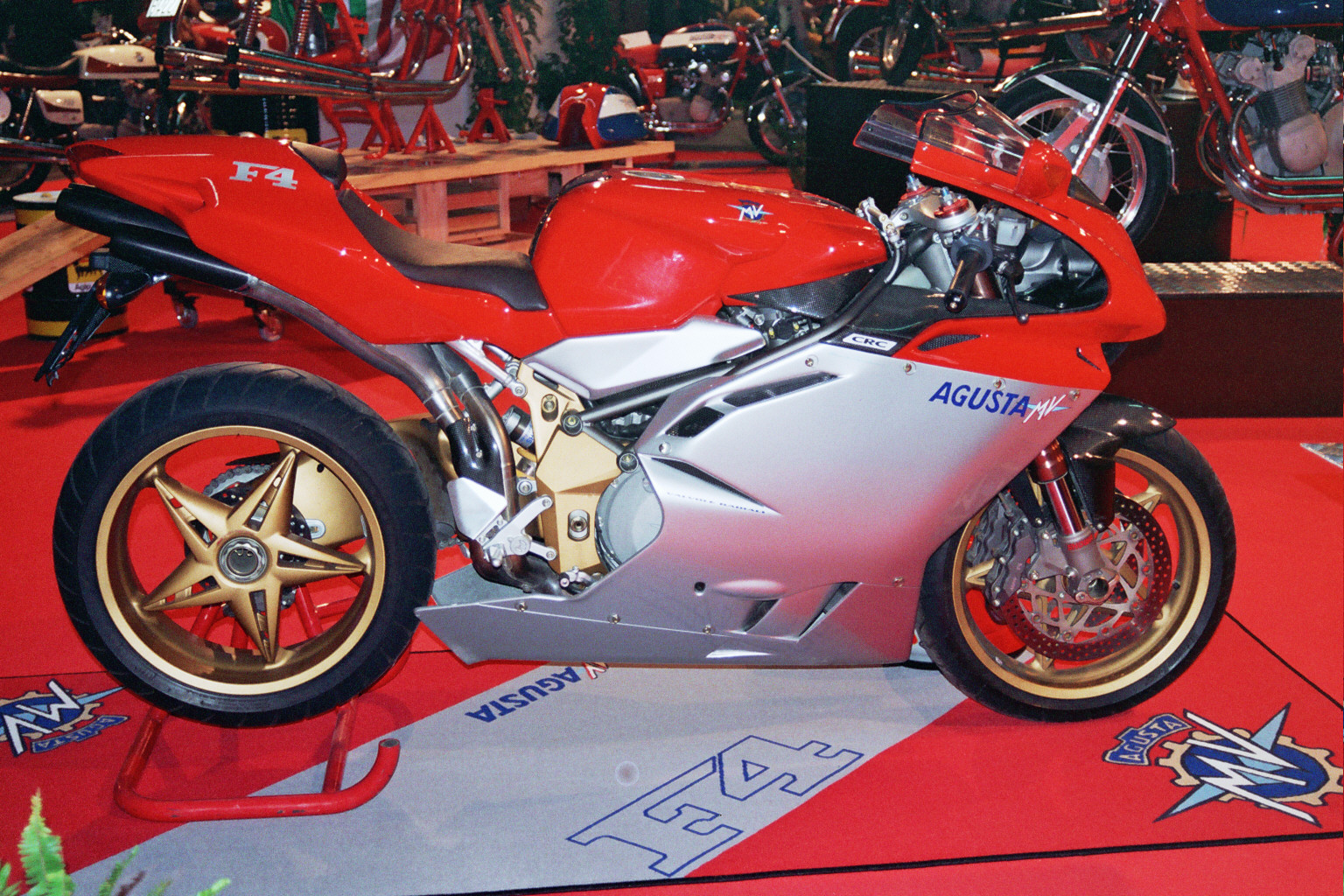
MV Agusta F4

Перший прототип був завершений напередодні виставки у Мілані в 1997-му році і представлений для преси вперше 16 вересня того ж року. Журналісти були вражені новим мотоциклом — MV Agusta F4 . Червоний та сріблястий, як і його попередники, байк відразу зазнав успіху. В процесі індустріалізації було випущено дві партії мотоциклів. Перша, «F4 Gold», була випущена обмеженим тиражем у 300 одиниць і була осащена кузовом з карбонового волокна, деталями з магнію та литим картером двигуна. Модель «F4 S» була призначена для більш широкого кола користувачів завдяки вдвічі нижчій ціні, ніж у попередньої.
У квітні 1999 року MV Agusta F4 Gold була вперше представлена в дії на треку у Монці, привернувши до себе увагу понад ста фахових видань. Мотоцикл вражав своєю швидкістю понад 280 км/год та характеристиками керованості, встановивши нові стандарти. Незважаючи на свою вартість понад 68 млн.лір (близько 35 тисяч євро), модель була дуже популярною серед найбагатших і найбільш відданих любителів мотоциклів по всьому світу, починаючи від королівської сім'ї і закінчуючи акторам та спортсменами. До них належать король Іспанії Хуан Карлос, Том Круз, Анджеліна Джолі, Х'ю Лорі, Бред Пітт, Едді Ірвайн, Міхаель Шумахер, Герхард Бергер, всі члени італійської національної футбольної команди, яка виграла чемпіонат світу в 2006 році, серед них Марко Матерацці та Мауро Каморанезі.

### Harley-Davidson
11 липня 2008 легендарний американський виробник мотоциклів «Harley-Davidson» оголосив про свій намір придбати MV Agusta Group. Угода була оформлена 8 серпня, її вартість становила 109 млн.$ (70 млн.€). До американців перейшов бренд MV Agusta як виробник елітних мотоциклів та Cagiva як виробник байків середнього класу.
15 жовтня 2009 року Harley-Davidson оголосила про втрату інтересу до бренду MV Agusta і про готовність його продати. Серед потенційних покупців італійської марки називали німецьку компанію BMW та групу італійських підприємців на чолі з Маріо Моретті Полегато (засновник і власник Geox Group — виробник одягу і взуття). Зрештою, MV Agusta була продана Клаудіо Кастільйоні; угода була оформлена у перший тиждень серпня 2010 року. Кастільйоні був колишнім власником компанії та головою правління MV Agusta з моменту придбання її Harley-Davidson.

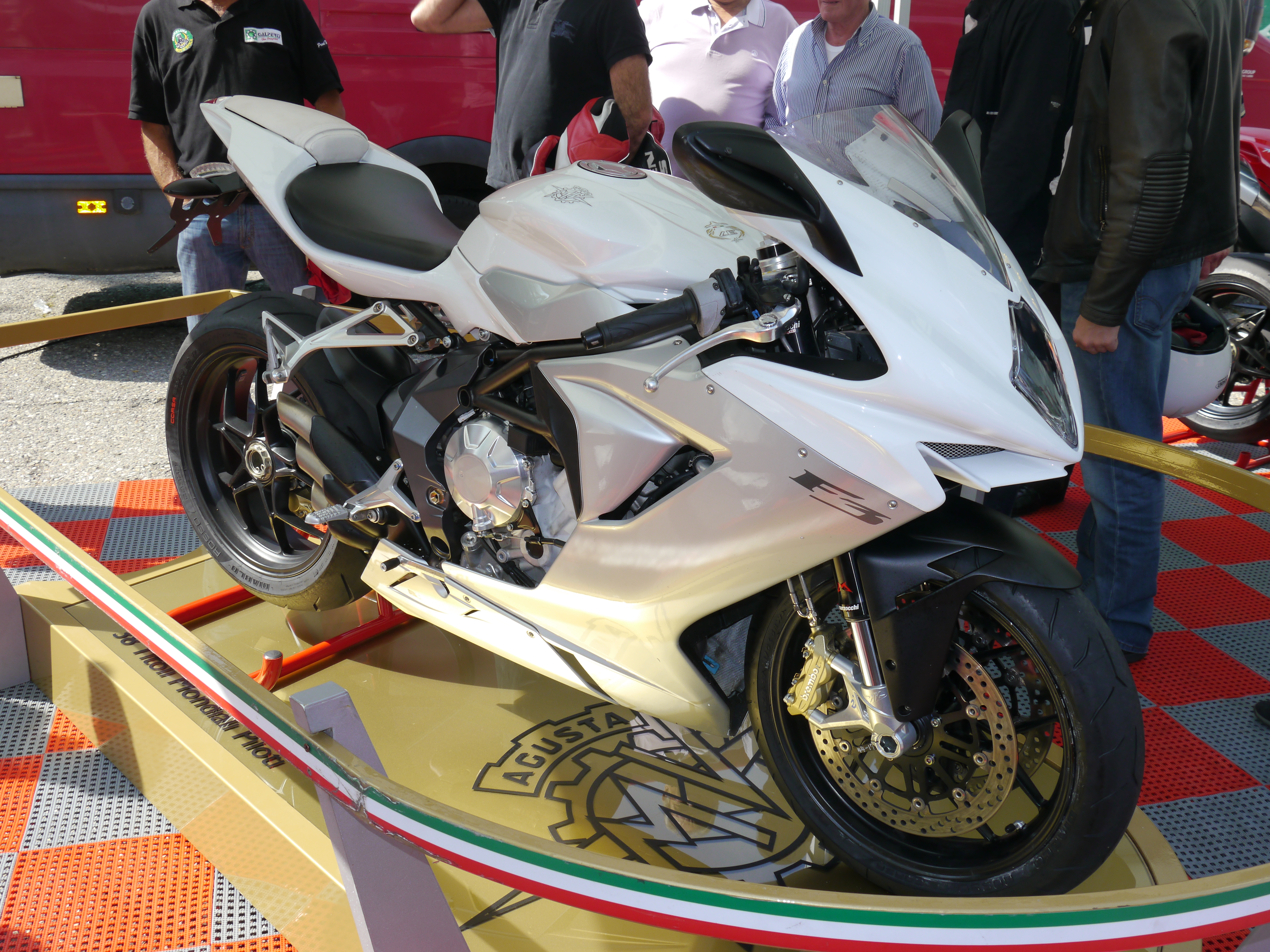
MV Agusta F3

Для випуску нового MV Agusta необхідна була реорганізація виробничого циклу, пов'язана з реконструкцією заводу у Шіранні і створенні нових виробничих ліній для виробництва двигуна і збору шасі. Виробнича площа заводу була перероблена у співпраці з Porsche Consulting, лідером з промислового консалтингу. Щоб розширити свою присутність на ринку, MV Agusta інвестувала у розробку нової платформи, створивши революційний 3-циліндровий 675-кубовий двигун. Запущений у виробництво в 2010 році, він привів до запуску нової спортивної моделі середнього класу «MV Agusta F3 675», яка після дебюту у 2012 році закріпилася як один з найбільш продаваних байків класу 600. Крім того, в 2012 році, цей двигун постачався на новий середньо ваговий нейкед «Brutale 675». Протягом 2013-го року, діапазон моделей був розширений новими моделями Brutale і F3 з двигуном 800 см³; весь спектр 4-циліндрових двигунів також був оновлений; F4 1000 і Brutale 1090 були піддані модернізації. Наприкінці 2013 року MV Agusta представила Rivale 800 — ексклюзивну модель, володарку титулу «Найкрасивіший мотоцикл з шоу 2012». Також у цьому році була представлена модель «Turismo Veloce 800» — перший революційний турер від MV Agusta.

### Mercedes-AMG
31 жовтня 2014 року було повідомлено про придбання 25% акцій MV Agusta німецькою компанією Mercedes-AMG. Сума угоди не розголошувалась, але було повідомлено, що Mercedes-AMG отримала одне місце у раді директорів італійського бренду.

## Участь у спортивних змаганнях

### MotoGP

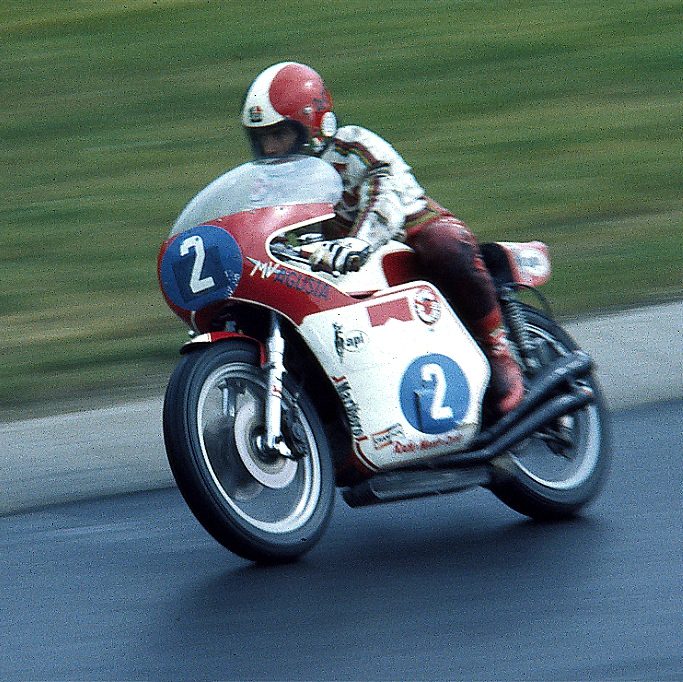
Легендарний мотогонщик Джакомо Агостіні на мотоциклі MV Agusta під час змагань в класі 350сс на Гран-Прі Німеччини на Нюрбургрингу, 1976 рік

14 вересня 1952 року британець Леслі Грехем на Гран-Прі Націй у Монці здобув для MV Agusta першу перемогу у класі 500сс, з тих пір італійці здобули ще 138 перемог на етапах та загалом 16 перемог у загальному заліку чемпіонату світу в «королівському» класі. Загальна кількість перемог на етапах Гран-Прі у всіх класах MotoGP становить за різними оцінками від 270 до 275. За всю історію виступів у MotoGP MV Agusta виграла 75 чемпіонатів (38 у заліку гонщиків та 37 у заліку виробників).
| Сезон  | Клас   | Титул конструктора | Титул пілота | Переможець         |
| ------ | ------ | ------------------ | ------------ | ------------------ |
| 1952   | 125сс  | +                  | +            | Сесіл Сендфорд     |
| 1953   | 125сс  | +                  |              |                    |
| 1955   | 125сс  | +                  | +            | Карло Уббіалі      |
| 1955   | 250сс  | +                  |              |                    |
| 1956   | 125сс  | +                  | +            | Карло Уббіалі      |
| 1956   | 250сс  | +                  | +            | Карло Уббіалі      |
| 1956   | 500сс  | +                  | +            | Джон Сертіс        |
| 1958   | 125сс  | +                  | +            | Карло Уббіалі      |
| 1958   | 250сс  | +                  | +            | Тарквіньйо Провіні |
| 1958   | 350сс  | +                  | +            | Джон Сертіс        |
| 1958   | 500сс  | +                  | +            | Джон Сертіс        |
| 1959   | 125сс  | +                  | +            | Карло Уббіалі      |
| 1959   | 250сс  | +                  | +            | Карло Уббіалі      |
| 1959   | 350сс  | +                  | +            | Джон Сертіс        |
| 1959   | 500сс  | +                  | +            | Джон Сертіс        |
| 1960   | 125сс  | +                  | +            | Карло Уббіалі      |
| 1960   | 250сс  | +                  | +            | Карло Уббіалі      |
| 1960   | 350сс  | +                  | +            | Джон Сертіс        |
| 1960   | 500сс  | +                  | +            | Джон Сертіс        |
| 1961   | 350сс  | +                  | +            | Гарі Хоккінг       |
| 1961   | 500сс  | +                  | +            | Гарі Хоккінг       |
| 1962   | 500сс  | +                  | +            | Майк Гейлвуд       |
| 1963   | 500сс  | +                  | +            | Майк Гейлвуд       |
| 1964   | 500сс  | +                  | +            | Майк Гейлвуд       |
| 1965   | 500сс  | +                  | +            | Майк Гейлвуд       |
| 1966   | 500сс  |                    | +            | Джакомо Агостіні   |
| 1967   | 500сс  | +                  | +            | Джакомо Агостіні   |
| 1968   | 350сс  | +                  | +            | Джакомо Агостіні   |
| 1968   | 500сс  | +                  | +            | Джакомо Агостіні   |
| 1969   | 350сс  | +                  | +            | Джакомо Агостіні   |
| 1969   | 500сс  | +                  | +            | Джакомо Агостіні   |
| 1970   | 350сс  | +                  | +            | Джакомо Агостіні   |
| 1970   | 500сс  | +                  | +            | Джакомо Агостіні   |
| 1971   | 350сс  | +                  | +            | Джакомо Агостіні   |
| 1971   | 500сс  | +                  | +            | Джакомо Агостіні   |
| 1972   | 350сс  | +                  | +            | Джакомо Агостіні   |
| 1972   | 500сс  | +                  | +            | Джакомо Агостіні   |
| 1973   | 350сс  |                    | +            | Джакомо Агостіні   |
| 1973   | 500сс  | +                  | +            | Філ Рід            |
| 1974   | 500сс  |                    | +            | Філ Рід            |
| Всього | Всього | 37                 | 38           |                    |

### World Superbike
З сезону 2014 року MV Agusta повернулася до активних виступів на міжнародній спортивній арені, узявши участь у чемпіонатах світу серій Супербайк (WSBK) та Суперспорт (WSS). Разом з російською «Yakhnich Motorsport» (діючим чемпіоном світу у класі Суперспорт) італійці створили спільну команду з назвою «MV Agusta Reparto Corse – Yakhnich Motorsport». В серії WSBK її представляв італієць Клаудіо Корті, а в Суперспорті її гонщиками були Жуль Клузель та Володимир Леонов, якого в середині сезону замінив Массімо Рокколі. У першій же гонці чемпіонату, на Філіп-Айленд, Клузель здобув перемогу, повернувши MV Agusta на вершину подіуму через 38 років з моменту останнього тріумфу Джакомо Агостіні у гонці в класі 500cc на Нюрбургринзі. Загалом же в 11 гонках сезону він здобув 3 перемоги та 7 разів фінішував на подіумі. Це дозволило французу стати віце-чемпіоном світу, а команді — зайняти третє місце в заліку команд.
В наступному сезоні команда продовжила виступати у серіях WSBK (з єдиним гонщиком Леоном Кам'є) та WSS (з Жулем Клузелем та Лоренцо Дзанетті). Як і в попередньому сезоні, Клузель здобув перемогу на дебютному етапі.

## Цікаві факти
- Трициліндровий спортивний мотоцикл MV Agusta 500 є улюбленим мотоциклом легендарного гонщика Джакомо Агостіні.[9]